# 南灣 (香港島)

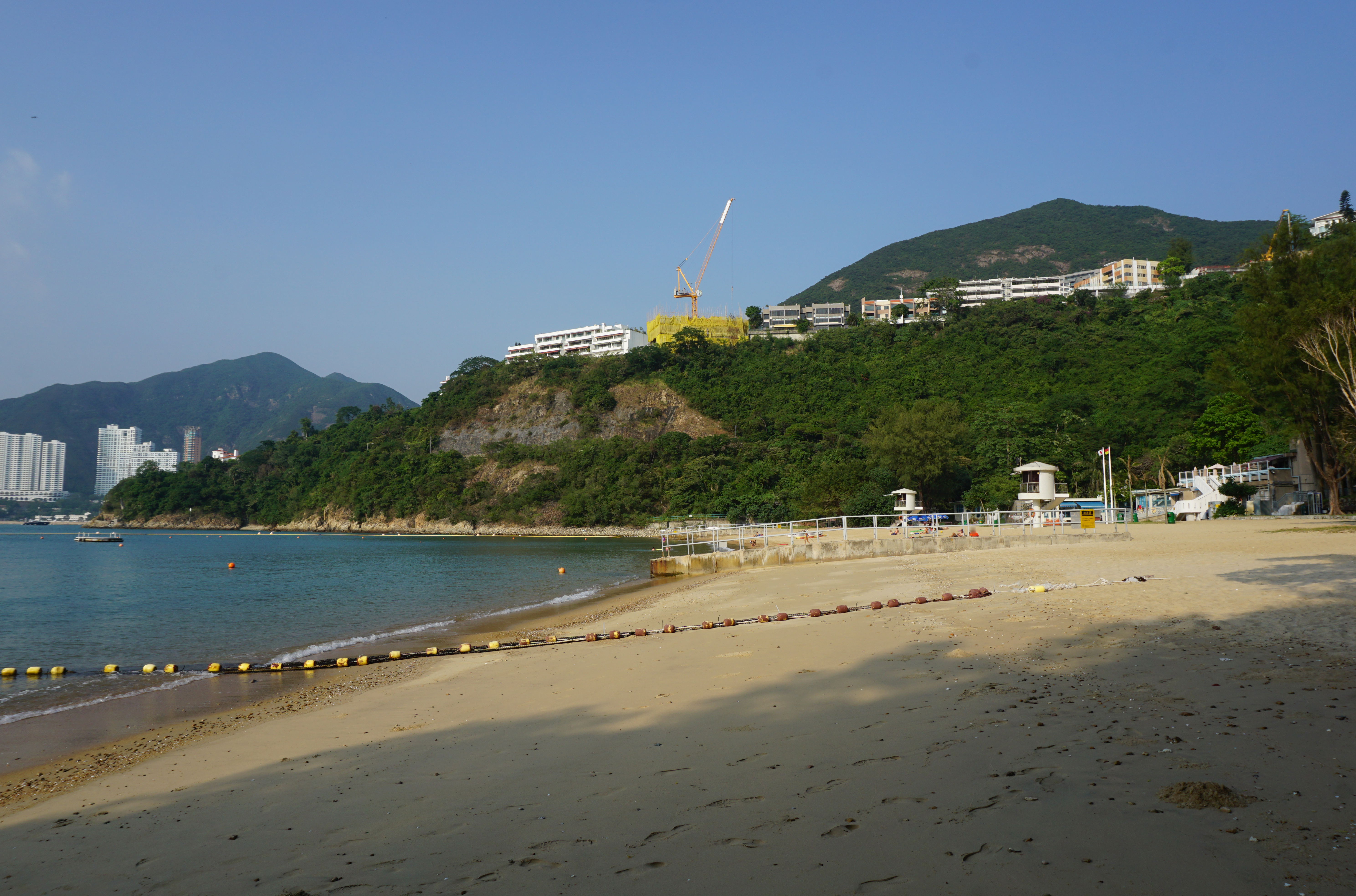
南灣泳灘

南灣是香港的一個海灣，位於香港島南區淺水灣東南部，中灣以南，舂坎灣以北。
灣內的南灣泳灘現時是香港康樂及文化事務署轄下管理的泳灘之一，設有更衣室及淋浴設施，並有救生員值勤。泳灘亦設有燒烤區及泳屋。
附近的島嶼有頭洲等。
南灣是香港的高尚住宅區之一。香港1995年版的大富翁圖版遊戲，南灣即為遊戲中第二昂貴的地皮。

## 主要街道
- 南灣道
- 赫蘭道